# Херцман-Эриксон, Гурли
Гурли Фрида Оскария Херцман-Эриксон (швед. Gurli Frida Oscaria Hertzman-Ericson; 3 ноября 1879, Гётеборг — 6 февраля 1954, Стокгольм) — шведская писательница и переводчица.

## Биография и творчество
Гурли Херцман родилась в 1879 году в Гётеборге. Её родителями были Андерс Херцман, торговец, и Мерта Мария Скрёдер. Мать Гурли рано умерла, и о ней заботилась тётя. Окончив школу в родном городе, она продолжила обучение в Кембридже и в Эдинбурге. Вернувшись в Швецию, Гурли некоторое время работала гувернанткой в Дальсланде. В 1909 году она вышла замуж за инженера Улофа Эриксона. Впоследствии Гурли собрала истории, которые рассказывала собственным детям, и в 1903 году опубликовала под названием «Från mor till barn». В следующем году вышел её первый роман «Finn. En lifsbild». Однако настоящий успех писательнице принёс роман 1923 года, «Huset med vindskuporna».
В 1920-х годах Гурли Херцман-Эриксон приобрела дом в Мокфьерде, в провинции Даларна. До тех пор она жила в городах, поэтому сельская местность произвела на неё сильнейшее впечатление и стала источником вдохновения для одного из лучших романов писательницы, «Av jord är du kommen» (1935). Отзывы были исключительно хвалебными: критики называли роман шедевром. За ним последовали «Domaredansen» (1941), «En hand i min» (1943) и «Blå duett» (1953). В общей сложности Херцман-Эриксон опубликовала около 30 книг.
Наряду с собственным литературным творчеством Гурли Херцман-Эриксон много занималась переводами, в основном с английского языка. Она переводила преимущественно нехудожественную литературу, в частности, книги по психологии, о воспитании детей и на религиозную тематику. Кроме того, она перевела книгу Ирвинга Стоуна о Ван Гоге «Жажда жизни», которая десятикратно переиздавалась после первого издания в 1936 году. В 1930-х — 1940-х годах возрос давний интерес Херцман-Эриксон к другим скандинавским странам, в частности, Норвегии, и в 1943 году она перевела два романа Сигрид Унсет (с английского языка).
Гурли Херцман-Эриксон умерла в 1954 году в возрасте 74 лет и была похоронена в Мокфьерде.